# Cèntul I de Bearn
Cèntul I (principis del segle IX - c. 866) va ser vescomte de Bearn des del 819 fins a la seva mort.

## Origen
Cèntul era fill del duc de Gascunya, Llop III i d'una mestressa (o dona), de la qual se'n desconeix el nom i orígens.
Llop III de Gascunya era fill de Cèntul, al seu torn segon fill del duc de Gascunya, Adelric (c. 742- c. 800).

## Biografia
Cèntul va néixer cap a l'any 810. El seu pare, Llop III, probablement va morir poc després de ser desterrat, encara que no se'n coneixen les circumstàncies.
A l'apèndix del Cartulaire de Saint-Vincent-de-Lucq es confirma que Cèntul I, avi del vescomte (avo Vicecomitis) Gastó I era vescomte de Bearn.
Cèntul I va morir després del 865, quan va refrendar un document relatiu a una donació de Faquilo, dona del comte de Bigorra, Donat Llop, en sufragi per l'ànima del seu marit.
Cap al 866 Cèntul I va ser succeït pel seu fill Llop Cèntul.

## Núpcies i descendència
Cèntul I s'havia casat amb Àuria, els avantpassats de la qual es desconeixen.
Cèntul I i Auria van tenir dos fills:
- Llop Cèntul, vescomte de Bearn,

- Sanç Cèntul, abat del monestir benedictí de Sant Salvador d'Esa l'any 880.[8]